# 5-甲基-7-甲氧基异黄酮
5-甲基-7-甲氧基异黄酮（或称为异氧黄酮），分子式C17H14O3，是一种异黄酮化合物。